# Владычное (Костромская область)
Владычное — село в Нерехтском районе Костромской области. Входит в состав Волжского сельского поселения.

## География
Находится в юго-западной части Костромской области на расстоянии приблизительно 29 км на восток по прямой от районного центра города Нерехта.

## История
Известна с 1772 года, когда здесь была построена Введенская церковь. В 1872 году здесь было учтено 26 дворов, в 1907 году отмечено было 35 дворов.

## Население
Постоянное население составляло 132 человека (1872 год), 152 (1897), 165 (1907), 259 в 2002 году (русские 100 %), 183 в 2022.

## Достопримечательности
- Действующая церковь Введения во храм Пресвятой Богородицы[1].